# وجه اصطناعي
الطرف الاصطناعي للوجه أو الوجه الاصطناعي هو جهاز اصطناعي يستخدم لتغيير أو تكييف المظهر الخارجي للوجه أو رأس الشخص.
عند استخدامه في المسرح أو صناعة السينما أو التلفزيون، فإن مكياج الوجه الاصطناعي يغير وجه الشخص الطبيعي إلى شكل غير عادي.
يمكن تصنيع الأطراف الصناعية للوجه من مجموعة واسعة من المواد - بما في ذلك الجالاتين، رغوة اللاتكس، السيليكون، والرغوة الباردة. يمكن أن تكون التأثيرات دقيقة مثل تغيير منحنى الخد أو الأنف، أو جعل شخص ما يبدو أكبر أو أصغر منه. يمكن لبدلة الوجه أيضًا تحويل الممثل إلى أي مخلوق، مثل المخلوقات الأسطورية والحيوانات وغيرها.
لتطبيق الأطراف الاصطناعية للوجه، يتم استخدام Pros-Aide أو Beta Bond أو Medical Adhesive أو Liquid Latex بشكل عام. إن Pros-Aide عبارة عن مادة لاصقة قائمة على الماء وقد كانت «معيار الصناعة» لأكثر من 30 عامًا. إنه مقاوم للماء تمامًا ومصمم للاستخدام مع البشرة الحساسة. يمكن إزالته بسهولة باستخدام مزيل Pros-Aide. تزداد شعبية BetaBond بين فناني هوليوود الذين يقولون أنه من الأسهل إزالتها. تتميز المادة اللاصقة الطبية بأنها مصممة خصيصًا بحيث لا تسبب الحساسية أو تهيج الجلد. يمكن استخدام Liquid Latex لبضع ساعات فقط، ولكن يمكن استخدامه لإنشاء مزيج واقعي من الجلد إلى الأطراف الصناعية.
بعد التطبيق يتم استخدام مستحضرات التجميل و/ أو الطلاء لتلوين الأطراف الاصطناعية والجلد بالألوان المطلوبة، وتحقيق انتقال واقعي من الجلد إلى الأطراف الاصطناعية. يمكن القيام بذلك من قبل مرتديها، ولكن غالبًا ما يتم ذلك بواسطة فنان منفصل ومدرب.
في نهاية استخدامه، يمكن إزالة بعض الأطراف الصناعية بمجرد سحبها. يحتاج البعض الآخر إلى مذيبات خاصة للمساعدة في إزالة الأطراف الاصطناعية، مثل Pros-Aide Remover (قائم على الماء وآمن تمامًا) لـ Pros-Aide وBeta Solv for Beta Bond ومزيل لاصق طبي للعلاج الطبي.
المكياج الاصطناعي يزداد شعبية للاستخدام اليومي. يستخدم هذا النوع من المكياج من قبل الأشخاص الذين يرغبون في تغيير معالمهم بشكل ملحوظ.

## المشاكل
التعرض لدرجات حرارة عالية يمكن أن يسبب مشاكل عند ارتداء الأطراف الصناعية. يمكن أن تصبح المواد اللاصقة التي القوية عند درجات الحرارة العادية أقل فعالية تحت الحرارة. قد يؤدي ذلك إلى تفكك الأطراف الصناعية أو تقشير الجلد.
يمكن أن تسبب أيضًا درجات الحرارة المرتفعة التعرق الذي يمكن أن يؤثر أيضًا على متانة الأطراف الاصطناعية. يمكن منع الآثار السلبية للتعرق عن طريق تنظيف الجلد جيدًا بنسبة 99٪ من الكحول قبل وضع المادة اللاصقة. هناك طريقة أخرى لضمان بقاء الأطراف الاصطناعية للوجه بمجرد تطبيقها وهي معالجة الجلد بمضاد التعرق مسبقًا.